# Roland Kluge
Roland Kluge (* Februar 1944 in Delitzsch) ist ein deutscher Internist und Autor.
Kluge wurde im Februar 1944 in Delitzsch, einer Großen Kreisstadt im Nordwesten des Freistaates Sachsen, geboren. Nach seinem Abitur absolvierte er erfolgreich eine Ausbildung zum Buchhändler. Im Anschluss an die Ausbildung studierte er Medizin an der Karl-Marx-Universität in Leipzig und schloss das Studium 1980 mit der Promotion ab. Die Facharztausbildung für Innere Medizin erfolgte in Halle an der Saale und in Wettin. Dann zog es ihn als Arzt zunächst zurück in seinen Geburtsort und später nach Gräfenhainichen. 1982 wechselte er als Internist nach Schwerin, wo er zunächst als angestellter Arzt wirkte und sich nach der Wende und friedlichen Revolution in der DDR in eigener Praxis selbständig machte. Sein Debüt als Autor hatte Roland Kluge 1985 als Lyriker mit dem Gedichtband Spurensicherung. Vier Jahre später folgte sein Buch mit Erzählungen Dr. B. – Arzt im Dienst über die Erlebnisse eines Arztes im nächtlichen Bereitschaftsdienst.

## Werke (Auswahl)
- Spurensicherung, Mitteldeutscher Verlag, Halle - Leipzig 1985[1]
- Dr. B. – Arzt im Dienst, Mitteldeutscher Verlag, Halle 1989, ISBN 9783354005136[2]